# 开合跳

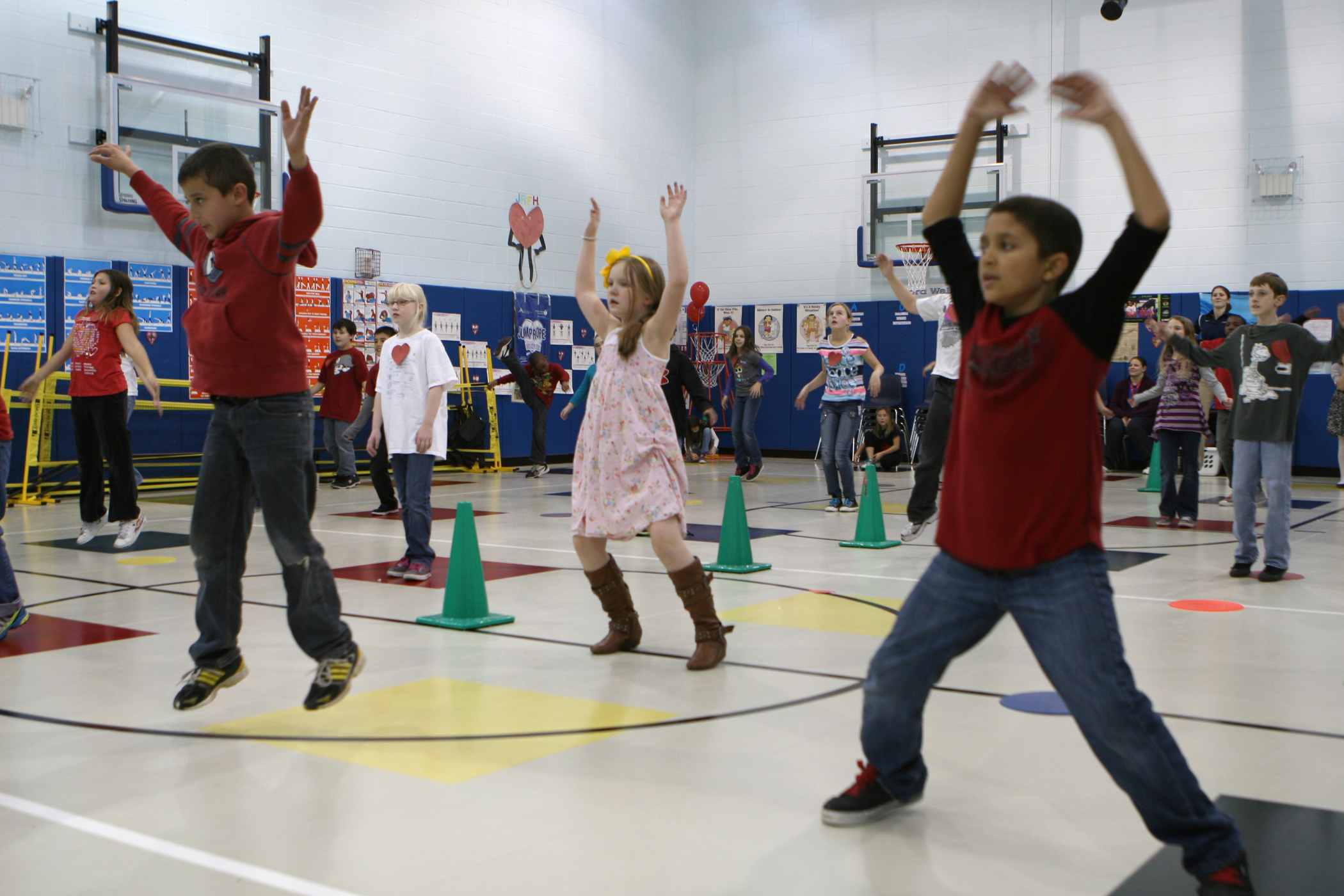
開合跳

开合跳，北美稱之為jumping jack，英聯邦國家称之為星跳（star jump），即像星星一样有五个角，人体的头、双手、双脚分别为五个角，通过双手双脚的开合跳动，算完成一次动作。

## 另見
- Split Jack（英语：Split Jack）

## 外部連結
- Star Jump Demonstration （页面存档备份，存于）